# Сосуд с секретом

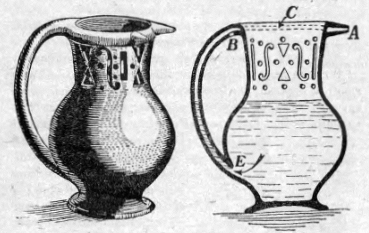

Сосуд с секретом — сосуд из стекла или глины, в который наливают жидкость — воду или какой-либо напиток. Чтобы пить из такого сосуда, нужно знать его секрет, как правило, необходимо заткнуть пальцами несколько потайных дырочек и тогда сосуд можно использовать для питья. Есть несколько физических принципов, используемых для создания сосудов с секретами. Есть такие, в которых жидкость появляется на следующий день, после того как сосуд уже кажется пустым. Такого рода сосуды можно считать головоломками, чтобы пользоваться ими, необходимо догадаться о скрытом устройстве.
У сосудов с секретами — долгая и интересная история. Их производят в России несколько веков, вплоть до наших дней. До нас дошло немного сосудов с секретами, ведь часто во время застолья сосуды разбивались «на счастье». В России с XVII века сосуды с секретами из стекла делали для двора и знати. В народе были популярны глиняные потешные кувшины и кружки. По верхнему краю обычно идут ряды сквозных отверстий, поэтому кружку нельзя наклонить, не пролив содержимого. Секрет заключался в том, что жидкость можно выпить через полую ручку как через соломинку. Гончары продавали потешные кувшины на рынках за две цены: одну назначали за сам кувшин, а другую — за секрет, точнее, за его раскрытие.
В XX веке интерес к теме сосудов с секретами возник после публикации книги Якова Перельмана «Занимательная физика» в 1913 году, где он коротко упоминает о них и называет их «обманчивые сосуды».
В настоящее время самая большая в России коллекция сосудов с секретами хранится в Шуйском историко-художественном музее и мемориальном музее имени М. В. Фрунзе города Шуя. Эта коллекция была собрана и передана в дар городу коллекционером и исследователем Анатолием Тимофеевичем Калининым.